# آلکس اسمیتیز
آلکس اسمیتیز (انگلیسی: Alex Smithies؛ زادهٔ ۵ مارس ۱۹۹۰) یک بازیکن فوتبال اهل بریتانیا است.